# 王座站
王座站（法語：Trône），副站名“欧洲议会”（法語：Parlement européen），是布鲁塞尔地铁2号线和6号线的车站，位于比利时布鲁塞尔首都大区布鲁塞尔。

## 名称
该站位于王座广场下方，因而得名。副站名“欧洲议会”则是得名于附近的欧洲议会。